# 171448 Guchaohao
171448 Guchaohao este un asteroid din centura principală de asteroizi.

## Descriere
171448 Guchaohao este un asteroid din centura principală de asteroizi. A fost descoperit pe 11 septembrie 2007 la XuYi în cadrul programului PMO NEO Survey. Asteroidul prezintă o orbită caracterizată de o semiaxă mare de 2,29 ua, o excentricitate de 0,24 și o înclinație de 2,8° în raport cu ecliptica.